# Episodi di Shin Chan (1993)
Questa è la lista degli episodi di Shin Chan originariamente trasmessi nel 1993. In Italia ne sono stati trasmessi solo tre. 

## Episodi
| Nº Ja      | Nº It | Giapponese 「Kanji」 - Rōmaji | In onda           | In onda   |
| Nº Ja      | Nº It | Giapponese 「Kanji」 - Rōmaji | Giapponese        | Italiano  |
| 33         | –     | 「おゾウニを食べるゾ」 - O-zōni wo taberu zo「たこあげは楽しいゾ」 - Takoage wa tanoshii zo「雪だるまを作るゾ」 - Yukidaruma o tsukuru zo | 11 gennaio 1993   | —         |
| 34         | –     | 「お弁当作りは大変だゾ」 - O-bentou dukuri ha taihen da zo「おままごとするゾ」 - O-mamagoto suru zo「本屋さんを手伝うゾ」 - Hon'ya-san wo tetsudau zo | 18 gennaio 1993   | —         |
| 35         | –     | 「オラが写真のモデルだゾ」 - Ora ga shashin no moderu da zo「温泉旅行は楽しいゾ」 - Onsen ryokou ha tanoshii zo「温泉で混浴だゾ」 - Onsen de konyoku da zo | 25 gennaio 1993   | —         |
| 36         | –     | 「節分で豆まきだゾ」 - Setsubun de mame maki da zo「網にかかったみさえだゾ」 - Ami ni kakatta Misae da zo「冬のナベはサイコーだゾ」 - Fuyu no nabe ha saikoo da zo | 1º febbraio 1993  | —         |
| 37         | –     | 「カゼをひいちゃったゾ」 - Kaze wo hiichatta zo「おまわりさんは大変だゾ」 - O-mawari-san wa taihen da zo「カラオケで歌うゾ」 - Karaoke de utau zo | 8 febbraio 1993   | —         |
| 38         | –     | 「たい焼きを買いに行くゾ」 - Taiyaki wo kai ni iku zo「おとまり保育だゾ」 - Oto mari hoiku da zo「おとまり保育の夜だゾ」 - Oto mari hoiku no yoru da zo | 15 febbraio 1993  | —         |
| 39         | –     | 「図書館では静かにするゾ」 - Toshokan de ha shizuka ni suru zo「マラソンの練習だゾ」 - Marason no renshuu da zo「マラソン大会だゾ」 - Marason taikai da zo | 22 febbraio 1993  | —         |
| 40         | –     | 「おひなまつりだゾ」 - O-hinamatsuri da zo「スイミングスクールへ行くゾ」 - Suimingu sukuuru e iku zo「シロに芸を仕込むゾ」 - Shiro ni gei o shikomu zo | 1º marzo 1993     | —         |
| 41         | –     | 「バトミントンするゾ」 - Batominton suru zo「社会見学に行くゾ」 - Shakai kengaku ni iku zo「名犬シロと散歩だゾ」 - Meiken Shiro to sanpo da zo | 8 marzo 1993      | —         |
| 42         | –     | 「出前ピザをたのむゾ」 - Demae piza wo tanomu zo「マサオ君のハムスターだゾ」 - Masao-kun no hamusutaa da zo「おフトンをほすゾ」 - O-futon wo hosu zo | 15 marzo 1993     | —         |
| 43         | –     | 「サッカーの練習だゾ」 - Sakkaa no renshuu da zo「サッカー大会だゾ」 - Sakkaa taikai da zo「地震が来たゾ」 - Jishin ga ki ta zo | 22 marzo 1993     | —         |
| 44         | –     | 「お花見の場所とりだゾ」 - O-hanami no basho tori da zo「お花見は楽しいゾ」 - O-hanami wa tanoshii zo「父ちゃんの会社へ行くゾ」 - Touchan no kaisha he iku zo「おまけだゾ」 - Omake dazo | 29 marzo 1993     | —         |
| Speciale 2 | –     | 「シロも一日大変だゾ」 - Shiro mo ichi nichi taihen da zo「夢の世界の大ボーケンだゾ」 - Yume no sekai no dai booken da zo「ＣＣガールズを見るゾ」 - CC gaaruzu o miru zo「アクション仮面が最終回だゾ」 - Akushon Kamen ga saishuu kai da zo「母ちゃんと二人旅だゾ」 - Kaachan to ni nin tabi da zo                                                                         | 5 aprile 1993     | —         |
| 45         | –     | 「たねまきをするゾ」 - Tanemaki wo suru zo「八百屋さんへおつかいだゾ」 - Yaoya-san e o-tsukai da zo「マユゲなしの顔だゾ」 - Mayuge nashi no kao da zo | 12 aprile 1993    | —         |
| 46         | –     | 「よっぱらい父ちゃんだゾ」 - Yopparai tō-chan da zo「オラは名探偵だゾ」 - Ora wa meitantei da zo「母ちゃんと買物だゾ」 - Kaa-chan to kaimono da zo | 19 aprile 1993    | —         |
| 47         | –     | 「鯉のぼりをあげるゾ」 - Koinobori wo ageru zo「カンケリをするゾ」 - Kankeri wo suru zo「エレベーターガールと一緒だゾ」 - Erebeetaa gaaru to issho da zo | 26 aprile 1993    | —         |
| 48         | –     | 「ぎっくり腰の母ちゃんだゾ」 - Gikkurigoshi no kaa-chan da zo「地獄のセールスレディだゾ」 - Jigoku no seerusuredi da zo「きょうは母の日だゾ」 - Kyō wa haha no hi da zo | 3 maggio 1993     | —         |
| 49         | –     | 「遠足へ出発だゾ」 - Ensoku he shuppatsu da zo「遠足でソーナンだゾ」 - Ensoku de soonan da zo「火遊びはこわいゾ」 - Hi asobi wa kowai zo | 10 maggio 1993    | —         |
| 50         | –     | 「おかたづけは苦手だゾ」 - O-katadzuke wa nigate da zo「夜は大人の時間だゾ」 - Yoru ha otona no jikan da zo「オラの本はベストセラーだゾ」 - Ora no hon wa besutoseraa da zo | 17 maggio 1993    | —         |
| 51         | –     | 「草むしりを手伝うゾ」 - Kusamushiri wo tetsudau zo「よしなが先生が急病だゾ」 - Yoshinaga-sensei ga kyūbyō da zo「よしなが先生のお見舞いだゾ」 - Yoshinaga-sensei no o-mimai da zo | 24 maggio 1993    | —         |
| 52         | –     | 「ゴミ捨ても大変だゾ」 - Gomi sute mo taihen da zo「帰ってきた地獄のセールスレディだゾ」 - Kaette ki ta jigoku no seerusu redi da zo「回転ずしを食べるゾ」 - Kaiten zushi o taberu zo | 31 maggio 1993    | —         |
| 53         | –     | 「こまっている人を助けるゾ」 - Komatte iru hito wo tasukeru zo「大工仕事は大変だゾ」 - Daiku shigoto ha taihen da zo「シロが行方不明だゾ」 - Shiro ga yukue fumei da zo | 7 giugno 1993     | —         |
| 54         | –     | 「政治家に質問だゾ」 - Seijika ni shitsumon da zo「おねえ様に服従だゾ」 - Onee-sama ni fukujū da zo「きょうは父の日だゾ」 - Kyō wa chichi no hi da zo | 14 giugno 1993    | —         |
| 55         | –     | 「男の料理を作るゾ」 - Otoko no ryōri wo tsukuru zo「母ちゃんの歯痛だゾ」 - Kaa-chan no haita da zo「結婚衣装を見に行くゾ」 - Kekkon ishō wo mi ni iku zo | 21 giugno 1993    | —         |
| 56         | –     | 「いじめっ子と又遊ぶゾ」 - Ijimekko to mata asobu zo「結婚式に出席するゾ」 - Kekkonshiki ni shusseki suru zo「結婚パーティーだゾ」 - Kekkon paatii da zo | 28 giugno 1993    | —         |
| 57         | –     | 「こわくて眠れないゾ」 - Kowakute nemurenai zo「プール掃除で遊んじゃうゾ」 - Puuru sōji de asonjau zo「グァム旅行が当たったゾ」 - Guamu ryokō ga atatta zo | 5 luglio 1993     | —         |
| Speciale 3 | –     | 「オラ達家族でグアム旅行だゾ」 - Ora-tachi kazoku de Guamu ryokō da zo「初めて飛行機に乗ったゾ」 - Hajimete hikouki ni notta zo「グアムに来ちゃったゾ」 - Guamu ni ki chatta zo「グアムはサイコーだゾ」 - Guamu wa saikō da zo「映画をたっぷり見せるゾ」 - Eiga wo tappuri miseru zo                                                                                       | 12 luglio 1993    | —         |
| 58         | 8     | Palloncini, che passione! 「風船をふくらますゾ」 - Fūsen wo fukuramasu zoHo trovato un portafogli 「おサイフを拾ったゾ」 - O-saifu wo hirotta zoGita in città 「じいちゃんと東京見物だゾ」 - Jii-chan to Tōkyō kenbutsu da zo | 19 luglio 1993    | 2005-2007 |
| 59         | –     | 「かき氷を食べるゾ」 - Kakikoori wo taberu zo「シロのお注射だゾ」 - Shiro no o-chūsha da zo「家族でキャンプだゾ」 - Kazoku de kyanpu da zo | 26 luglio 1993    | —         |
| 60         | –     | 「将来は人気歌手だゾ」 - Shourai ha ninki kashu da zo「線路は続いちゃうゾ」 - Senro wa tsudzuichau zo「暑い暑い熱帯夜だゾ」 - Atsui atsui nettaiya da zo | 2 agosto 1993     | —         |
| 61         | 3     | Party con Miss Midori 「よしなが先生の私生活だゾ」 - Yoshinaga-sensei no shiseikatsu da zoUn valido avversario 「最後のセールスレディだゾ」 - Saigo no seerusuredi da zoAlla ricerca di un condizionatore 「エアコンを買うゾ」 - Eakon wo kau zo | 9 agosto 1993     | 2005-2007 |
| 62         | –     | 「ガソリンスタンドへ行くゾ」 - Gasorin sutando e iku zo「スイカがいっぱいだゾ」 - Suika ga ippai da zo「スイカ割りをやるゾ」 - Suika wari wo yaru zo | 16 agosto 1993    | —         |
| 63         | –     | 「まつざか先生のデートだゾ」 - Matsuzaka-sensei no deeto da zo「お相撲のけいこだゾ」 - O-sumō no keiko da zo「相撲大会でガンバるゾ」 - Sumō taikai de ganbaru zo | 23 agosto 1993    | —         |
| 64         | –     | 「ケーサツへ行くゾ」 - Keisatsu e iku zo「昆虫採集に行くゾ」 - Konchū saishū ni iku zo「母ちゃんとおソージだゾ」 - Kaa-chan to o-sōji da zo | 30 agosto 1993    | —         |
| 65         | –     | 「台風で水害だゾ」 - Taifū de suigai da zo「スケバンと対決だゾ」 - Sukeban to taiketsu da zo「ドッジボールで勝負だゾ」 - Dodjibooru de shōbu da zo | 6 settembre 1993  | —         |
| 66         | –     | 「オラは刑事さんだゾ」 - Ora wa keiji-san da zo「救急車で入院だゾ」 - Kyūkyūsha de nyūin da zo「病院でも人気者だゾ」 - Byōin demo ninkimono da zo | 13 settembre 1993 | —         |
| 67         | –     | 「新婚さんいらっしゃいだゾ」 - Shinkon-san irasshai da zo「かけっこの特訓だゾ」 - Kakekko no tokkun da zo「運動会のビデオ撮影だゾ」 - Undōkai no bideo satsuei da zo | 20 settembre 1993 | —         |
| Speciale 4 | –     | 「無敵のカンタムロボだゾ」 - Muteki no Kantamu Robo da zo「お芝居のおケイコだゾ」 - O-shibai no o keiko da zo「オラの鬼退治だゾ」 - Ora no oni taiji da zo「シロの初恋物語だゾ」 - Shiro no hatsukoi monogatari da zo「大江戸ランド天の巻だゾ」 - Ooedo rando ten no maki da zo「大江戸ランド地の巻だゾ」 - Ooedo rando chi no maki da zo「おまけだゾ」 - Omake dazo       | 27 settembre 1993 | —         |
| 68         | 2     | La dieta di mammola 「母ちゃんのダイエットだゾ」 - Kaa-chan no daietto da zoAllenamento militare 「アスレチックするゾ」 - Asurechikku suru zoAddio sopracciglia 「父ちゃんのマユゲがないゾ」 - Tō-chan no mayuge ga nai zo | 4 ottobre 1993    | 2005-2007 |
| 69         | –     | 「おみこしをかつぐゾ」 - O-mikoshi wo katsugu zo「フリーマーケットに参加だゾ」 - Furiimaaketto ni sanka da zo「フリーマーケットで商売だゾ」 - Furiimaaketto de shōbai da zo | 11 ottobre 1993   | —         |
| 70         | –     | 「雨どいの修理だゾ」 - Amadoi no shūri da zo「特上寿司は好みだゾ」 - Tokujōzushi wa konomi da zo「オラの弟はヒヨコだゾ」 - Ora no otōto wa hiyoko da zo | 18 ottobre 1993   | —         |
| 71         | –     | 「ニワトリさんを探すゾ」 - Niwatori-san wo sagasu zo「お洗濯を手伝うゾ」 - O-sentaku wo tetsudau zo「新婚さんちへ行くゾ」 - Shinkon-san chi e iku zo | 25 ottobre 1993   | —         |
| 72         | –     | 「学校ごっこをするゾ」 - Gakkō gokko wo suru zo「バーベキューするゾ」 - Baabekyuu suru zo「父ちゃんはお疲れだゾ」 - Tō-chan wa o-tsukare da zo | 1º novembre 1993  | —         |
| 73         | –     | 「セーラー服母ちゃんだゾ」 - Seeraa fuku kaa-chan da zo「モデルハウスで遊ぶゾ」 - Moderu hausu de asobu zo「家族写真をとるゾ」 - Kasoku shashin wo toru zo | 8 novembre 1993   | —         |
| 74         | –     | 「ぬい物をするゾ」 - Nuimono wo suru zo「お注射はキライだゾ」 - O-chūsha wa kirai da zo「お客様をもてなすゾ」 - O-kyaku-sama wo motenasu zo | 15 novembre 1993  | —         |
| 75         | –     | 「ほめ殺しはつらいゾ」 - Homegoroshi wa tsurai zo「父ちゃんは猫ギライだゾ」 - Tō-chan wa nekogirai da zo「今日も本屋さんで遊ぶゾ」 - Kyō mo hon'ya-san de asobu zo | 22 novembre 1993  | —         |
| 76         | –     | 「ラーメンを食べるゾ」 - Raamen wo taberu zo「スケートの天才だゾ」 - Sukeeto no tensai da zo「新婚さんのケンカだゾ」 - Shinkon-san no kenka da zo | 29 novembre 1993  | —         |
| 77         | –     | 「クッキーを作るゾ」 - Kukkii wo tsukuru zo「まつざか先生のお見合いだゾ」 - Matsuzaka-sensei no o-miai da zo「選挙って大変だゾ」 - Senkyotte taihen da zo | 6 dicembre 1993   | —         |
| 78         | –     | 「セーターを編むゾ」 - Seetaa wo amu zo「満員電車に乗るゾ」 - Man'in densha ni noru zo「父ちゃんの会社で遊ぶゾ」 - Tō-chan no kaisha de asobu zo | 13 dicembre 1993  | —         |
| Speciale 5 | –     | 「ママとのお約束条項だゾ」 - Mama to no o yakusoku joukou da zo「アクション仮面の映画を見るゾ」 - Action Kamen no eiga wo miru zo「カンタムロボも好きだゾ」 - Kantamu Robo mo suki da zo「幼稚園のクリスマス会だゾ」 - Youchien no kurisumasu kai da zo「Ｘ'マスプレゼントが欲しいゾ」 - X' masu purezento ga hoshii zo「冬の国の冒険だゾ」 - Fuyu no kuni no bouken da zo | 20 dicembre 1993  | —         |
| 79         | –     | 「ファッションショーに出るゾ」 - Fasshon shoo ni deru zo「幼稚園の大そうじだゾ」 - Youchien no dai sou ji da zo「除夜のカネを聞くゾ」 - Joya no kane o kiku zo | 27 dicembre 1993  | —         |